# 栗山英之
栗山 英之（くりやま ひでゆき、1993年7月15日 - ）は、日本の元男子プロバレーボール選手である。

## 来歴
埼玉県所沢市出身。13歳の頃、妹の影響を受けて友達と一緒にバレーボールを始める。
東亜学園高等学校、東海大学を経て、2015年12月に、FC東京の内定選手となる。2016年入団。
2016/17、2017/18、2020/21シーズンにスパイク賞を受賞している。
2021/22シーズンにチームの主将を務めた。
チーム全体移籍となり2022-23シーズンより東京グレートベアーズに在籍。
2023-24シーズンより、東京グレートベアーズでの背番号が8から6に変更となった（8は移籍加入した柳田将洋が着用）。
2024年3月7日、2023-24シーズンをもって現役引退すると発表された。

## 受賞歴
- 2017年 - 2016/17V・プレミアリーグ スパイク賞(59.2%)
- 2018年 - 2017/18V・プレミアリーグ スパイク賞(58.9%)
- 2021年 - 2020-21 V.LEAGUE DIVISION1 スパイク賞(60.5%)

## 所属チーム
- 東亜学園高等学校 （2009-2012年）
- 東海大学 （2012-2016年）
- FC東京（2016-2022年）
- 東京グレートベアーズ（2022-2024年）